# Fragile (chanson de Kygo)
Pour les articles homonymes, voir Fragile.
Singles de Kygo
Stay
(2015) Raging
(2016)
Fragile est une chanson du DJ et musicien norvégien Kygo en featuring avec le chanteur britannique Labrinth. C'est le cinquième single de son premier album Cloud Nine, sorti en 2016.